# Liste der Einträge im National Register of Historic Places in Augusta (Maine)
Die Liste der Registered Historic Places in Augusta (Maine) führt alle Bauwerke und historischen Stätten in der City Augusta auf, die in das National Register of Historic Places aufgenommen wurden.

## Aktuelle Einträge
| [ 1 ] | Name                                                | Bild                                                | Eintragsdatum                  | Lage | Ort     | Beschreibung |
| ----- | --------------------------------------------------- | --------------------------------------------------- | ------------------------------ | --- | ------- | --- |
| 1     | D.V. Adams Co.-Bussell and Weston                   | D.V. Adams Co.-Bussell and Weston                   | 2. Mai 1986 ID-Nr. 86001690    | 190 Water St. 44° 18′ 59″ N, 69° 46′ 28″ W                                                                        | Augusta | Geschäftshaus in Downtown Augusta |
| 2     | Alls Souls Church                                   | Alls Souls Church                                   | 31. Jan. 1978 ID-Nr. 78000178  | 70 State St. 44° 18′ 59″ N, 69° 46′ 38″ W                                                                         | Augusta | Ehemaliges Kirchengebäude, erbaut 1879 |
| 3     | Arnold Trail to Quebec                              | Arnold Trail to Quebec                              | 1. Okt. 1969 ID-Nr. 69000018   | Weg entlang des Kennebec River, durch Wayman und Flagstaff Lakes nach Québec, Kanada 44° 40′ 49″ N, 69° 59′ 18″ W | Augusta | Route, die Benedict Arnold auf seinem Weg im Amerikanischen Unabhängigkeitskrieg nach Kanada nahm                                                                              |
| 4     | Former Augusta City Hall                            | Former Augusta City Hall                            | 26. Sep. 1997 ID-Nr. 97001134  | 1 Cony St. 44° 19′ 1″ N, 69° 46′ 18″ W                                                                            | Augusta | Ehemalige City Hall, gebaut 1895-1896, diente bis 1987 als City Hall und heute als Wohngebäude                                                                                 |
| 5     | Algernon Bangs House                                | Algernon Bangs House                                | 19. Feb. 1982 ID-Nr. 82000751  | 16 E. Chestnut St. 44° 18′ 47″ N, 69° 46′ 2″ W                                                                    | Augusta | Wohngebäude, gebaut 1892 |
| 6     | James G. Blaine House                               | James G. Blaine House                               | 15. Okt. 1966 ID-Nr. 66000024  | Capitol and State Sts. 44° 18′ 28″ N, 69° 46′ 53″ W                                                               | Augusta | Wohngebäude, seit 1919 Wohnsitz des Gouverneurs von Maine mit Familie |
| 7     | Bond Street Historic District                       | Bond Street Historic District                       | 11. Apr. 2014 ID-Nr. 14000137  | 8, 9, 12, 18, 21, 22 & 25 Bond St., 44° 19′ 13,8″ N, 69° 46′ 27,1″ W                                              | Augusta | Historic District in der Bond Street |
| 8     | Capitol Complex Historic District                   | Capitol Complex Historic District                   | 31. Dez. 2001 ID-Nr. 01001417  | State and Capitol Sts. 44° 18′ 24″ N, 69° 46′ 49″ W                                                               | Augusta | Historic District am Capitol Complex |
| 9     | Capitol Park                                        | Capitol Park                                        | 7. Apr. 1989 ID-Nr. 89000252   | Capitol St., Kennebec River, Union St., State St. 44° 18′ 23″ N, 69° 46′ 43″ W                                    | Augusta | Öffentlicher Park des Bundesstaates Maine, gegründet 1827 |
| 10    | Colonial Theater                                    | Colonial Theater                                    | 8. Okt. 2014 ID-Nr. 14000834   | 139 Water St. 44° 19′ 4,1″ N, 69° 46′ 23,5″ W                                                                     | Augusta | Historisches Film Theater, erbaut 1913 |
| 11    | Cony High School                                    | Cony High School                                    | 29. Sep. 1988 ID-Nr. 88001841  | Cony Circle at Cony and Stone Sts. 44° 18′ 58″ N, 69° 46′ 3″ W                                                    | Augusta | Historisches Schulgebäude, erbaut zwischen 1926 und 1932 |
| 12    | Gov. Samuel Cony House                              | Gov. Samuel Cony House                              | 11. Apr. 1985 ID-Nr. 85000732  | 71 Stone St. 44° 18′ 43,4″ N, 69° 45′ 49,7″ W                                                                     | Augusta | Wohnhaus erbaut 1846 im Greek-Revival-Stil |
| 13    | Crosby Street Historic District                     | Crosby Street Historic District                     | 11. Sep. 1986 ID-Nr. 86002438  | Crosby St. and Crosby Ln. 44° 19′ 5″ N, 69° 46′ 32″ W                                                             | Augusta | Historic Histrict an der Crosby Street und Crosby Lane |
| 14    | Cushnoc (ME 021.02)                                 | Cushnoc (ME 021.02)                                 | 27. Okt. 1989 ID-Nr. 89001703  | Near Fort Western 44° 18′ 55,5″ N, 69° 46′ 16,3″ W                                                                | Augusta | Stätte des Handelsposten der Plymouth Colony aus dem 17. Jahrhundert |
| 15    | Doughty Block                                       | Doughty Block                                       | 2. Mai 1986 ID-Nr. 86001691    | 265 Water St. 44° 18′ 55″ N, 69° 46′ 28″ W                                                                        | Augusta | Geschäftshaus, erbaut 1890 |
| 16    | Dr. J.W. Ellis House                                | Dr. J.W. Ellis House                                | 15. Aug. 1979 ID-Nr. 79000148  | 62 State St. 44° 19′ 2″ N, 69° 46′ 38″ W                                                                          | Augusta | Wohnhaus erbaut 1855 im Greek-Revival-Stil |
| 17    | Fort Western                                        | Fort Western                                        | 2. Dez. 1969 ID-Nr. 69000009   | Bowman St. 44° 18′ 59″ N, 69° 46′ 16″ W                                                                           | Augusta | Ehemaliger Britischer Außenposten am Kennebec River, erbaut 1754 |
| 18    | Fuller-Weston House                                 | Fuller-Weston House                                 | 22. März 1984 ID-Nr. 84001374  | 11 Summer St. 44° 18′ 59″ N, 69° 46′ 45″ W                                                                        | Augusta | Wohnhaus erbaut 1818 im Federal Style |
| 19    | Guy P. Gannett House                                | Guy P. Gannett House                                | 28. Apr. 1983 ID-Nr. 83000455  | 184 State St. 44° 18′ 32″ N, 69° 46′ 52″ W                                                                        | Augusta | Wohnhaus erbaut 1911 im Mediterranean-Revival-Stil |
| 20    | Hartford Fire Station                               | Hartford Fire Station                               | 15. Feb. 2005 ID-Nr. 100001927 | 1 Hartford Sq. 44° 18′ 43,5″ N, 69° 46′ 32″ W                                                                     | Augusta | Historische Feuerwache |
| 21    | Gov. John F. Hill Mansion                           | Gov. John F. Hill Mansion                           | 21. Nov. 1977 ID-Nr. 77000070  | 136 State St. 44° 18′ 45″ N, 69° 46′ 44″ W                                                                        | Augusta | Wohnhaus erbaut 1901 im Stil der Colonial-Revival-Architektur |
| 22    | Ella R. Hodgkins Intermediate School                | Ella R. Hodgkins Intermediate School                | 14. Juli 2015 ID-Nr. 15000417  | 17 Malta St. 44° 18′ 58″ N, 69° 45′ 25,6″ W                                                                       | Augusta | Schulgebäude erbaut 1958 |
| 23    | Journal Building                                    | Journal Building                                    | 2. Mai 1986 ID-Nr. 86001692    | 325-331 Water St. 44° 18′ 50″ N, 69° 46′ 30″ W                                                                    | Augusta | Geschäftshaus errichtet 1899 im Renaissance-Revival-Stil |
| 24    | Kennebec Arsenal                                    | Kennebec Arsenal                                    | 25. Aug. 1970 ID-Nr. 70000046  | Arsenal St. 44° 18′ 29″ N, 69° 46′ 10″ W                                                                          | Augusta | Historisches Arsenal hauptsächlich betrieben zwischen 1828 und 1838 |
| 25    | Kennebec County Courthouse                          | Kennebec County Courthouse                          | 25. Juli 1974 ID-Nr. 74000169  | 95 State St. 44° 18′ 53″ N, 69° 46′ 39″ W                                                                         | Augusta | Das Kennebec County Courthouse wurde 1829 im Greek-Revival-Stil erbaut und zweimal vergrößert                                                                                  |
| 26    | Kresge Building                                     | Kresge Building                                     | 2. Mai 1986 ID-Nr. 86001693    | 241-249 Water St. 44° 18′ 57″ N, 69° 46′ 28″ W                                                                    | Augusta | Geschäftsgebäude 1932 erbaut im Stil der Amerikanischen-Moderne |
| 27    | Libby-Hill Block                                    | Libby-Hill Block                                    | 2. Mai 1986 ID-Nr. 86001694    | 227-233 Water St. 44° 18′ 58″ N, 69° 46′ 27″ W                                                                    | Augusta | Geschäftsgebäude 1866 erbaut aus Granit und eines der ältesten Geschäftsgebäude aus Granit                                                                                     |
| 28    | The Lion (locomotive)                               | The Lion (locomotive)                               | 15. Dez. 1976 ID-Nr. 76000118  | Maine State Museum 44° 18′ 22,2″ N, 69° 46′ 56,8″ W                                                               | Augusta | Dampflokomotive erbaut 1846 auch gelistet in der University of Maine at Machias                                                                                                |
| 29    | Lithgow Library                                     | Lithgow Library                                     | 24. Juli 1974 ID-Nr. 74000170  | Winthrop St. 44° 18′ 56″ N, 69° 46′ 41″ W                                                                         | Augusta | Öffentliche Bücherei erbaut 1894 bis 1896 im Stil der Neuromanik |
| 30    | Maine Insane Hospital                               | Maine Insane Hospital                               | 19. Juli 1982 ID-Nr. 82000754  | Hospital St. 44° 18′ 6″ N, 69° 46′ 12″ W                                                                          | Augusta | Psychiatrische Klinik von 1840 bis 2004 |
| 31    | Maine State House                                   | Maine State House                                   | 24. Apr. 1973 ID-Nr. 73000266  | Capitol St. 44° 18′ 25″ N, 69° 46′ 56″ W                                                                          | Augusta | Das Maine State House wurde als Regierungssitz 1829–1832 errichtet |
| 32    | Masonic Hall                                        | Masonic Hall                                        | 2. Mai 1986 ID-Nr. 86001695    | 313-321 Water St. 44° 18′ 51″ N, 69° 46′ 30″ W                                                                    | Augusta | Als Geschäfts und Verbindungshaus 1894 im Renaissance-Revival-Stil errichtet                                                                                                   |
| 33    | Lot Morrill House                                   | Lot Morrill House                                   | 18. Juli 1974 ID-Nr. 74000171  | 113 Winthrop St. 44° 19′ 1″ N, 69° 47′ 1″ W                                                                       | Augusta | Wohnhaus um 1830 im Greek-Revival-Stil erbaut |
| 34    | Noble Block                                         | Noble Block                                         | 2. Mai 1986 ID-Nr. 86001696    | 186 Water St. 44° 19′ 0″ N, 69° 46′ 27″ W                                                                         | Augusta | Geschäftshaus 1867 erbaut |
| 35    | Old Post Office                                     | Old Post Office                                     | 18. Juli 1974 ID-Nr. 74000172  | 295 Water St. 44° 18′ 52″ N, 69° 46′ 26,9″ W                                                                      | Augusta | Postamt erbaut 1886-1890 im Stil der Neuromanik |
| 36    | South Parish Congregational Church and Parish House | South Parish Congregational Church and Parish House | 22. Juni 1980 ID-Nr. 80000235  | Church St. 44° 19′ 2″ N, 69° 46′ 33″ W                                                                            | Augusta | Kirchengebäude erbaut 1865 im Stil der Neugotik |
| 37    | St. Mark's Episcopal Church                         | St. Mark's Episcopal Church                         | 19. Juli 1984 ID-Nr. 84001379  | 9 Summer St. 44° 18′ 59″ N, 69° 46′ 43″ W                                                                         | Augusta | Kirchengebäude erbaut 1886 im Stil der Neugotik |
| 38    | St. Mary's Church                                   | St. Mary's Church                                   | 12. Juni 1987 ID-Nr. 87000943  | 39 Western Ave. 44° 18′ 42″ N, 69° 47′ 3″ W                                                                       | Augusta | Kirchengebäude erbaut 1926 im Stil der Neugotik |
| 39    | Sturgis and Haskell Building                        | Sturgis and Haskell Building                        | 2. Mai 1986 ID-Nr. 86001697    | 180-182 Water St. 44° 19′ 0″ N, 69° 46′ 27″ W                                                                     | Augusta | Geschäftshaus 1867 erbaut |
| 40    | Tappan-Viles House                                  | Tappan-Viles House                                  | 11. Feb. 1982 ID-Nr. 82000759  | 154 State St. 44° 18′ 40″ N, 69° 46′ 48″ W                                                                        | Augusta | Geschäftshaus 1816 erbaut |
| 41    | Vickery Building                                    | Vickery Building                                    | 22. März 1984 ID-Nr. 84001380  | 261 Water St. 44° 18′ 46″ N, 69° 46′ 28″ W                                                                        | Augusta | Geschäftshaus 1895 erbaut aus Granit |
| 42    | Water Street                                        | Water Street                                        | 17. Jan. 2017 ID-Nr. 100000524 | 71-286 Water & 1 Winthrop Sts. 44° 18′ 56,2″ N, 69° 46′ 26,3″ W                                                   | Augusta | Geschäftshaus |
| 43    | Whitehouse Block                                    | Whitehouse Block                                    | 2. Mai 1986 ID-Nr. 86001698    | 188 Water St. 44° 19′ 0″ N, 69° 46′ 27″ W                                                                         | Augusta | Geschäftshaus 1865 erbaut |
| 44    | Williams Block                                      | Williams Block                                      | 2. Mai 1986 ID-Nr. 86001699    | 183-187 Water St. 44° 19′ 0″ N, 69° 46′ 28″ W                                                                     | Augusta | Geschäftshaus 1862 erbaut |
| 45    | Winthrop Street Historic District                   | Winthrop Street Historic District                   | 6. Aug. 2001 ID-Nr. 01000815   | State, Bridge, North und South Chestnut, sowie Green Sts. 44° 18′ 54″ N, 69° 46′ 52″ W                            | Augusta | Im Winthrop Street Historic District ist ein Wohngebiet mit gut erhaltenen Häuser aus dem frühen 19. bis frühen 20. Jahrhundert sowie zwei Kirchen und die Lithgow-Bibliothek. |